# Andrzej Fidyk
 Andrzej Fidyk (ur. 31 marca 1953 w Warszawie) – polski reżyser i scenarzysta filmów dokumentalnych, profesor sztuk filmowych.

## Życiorys

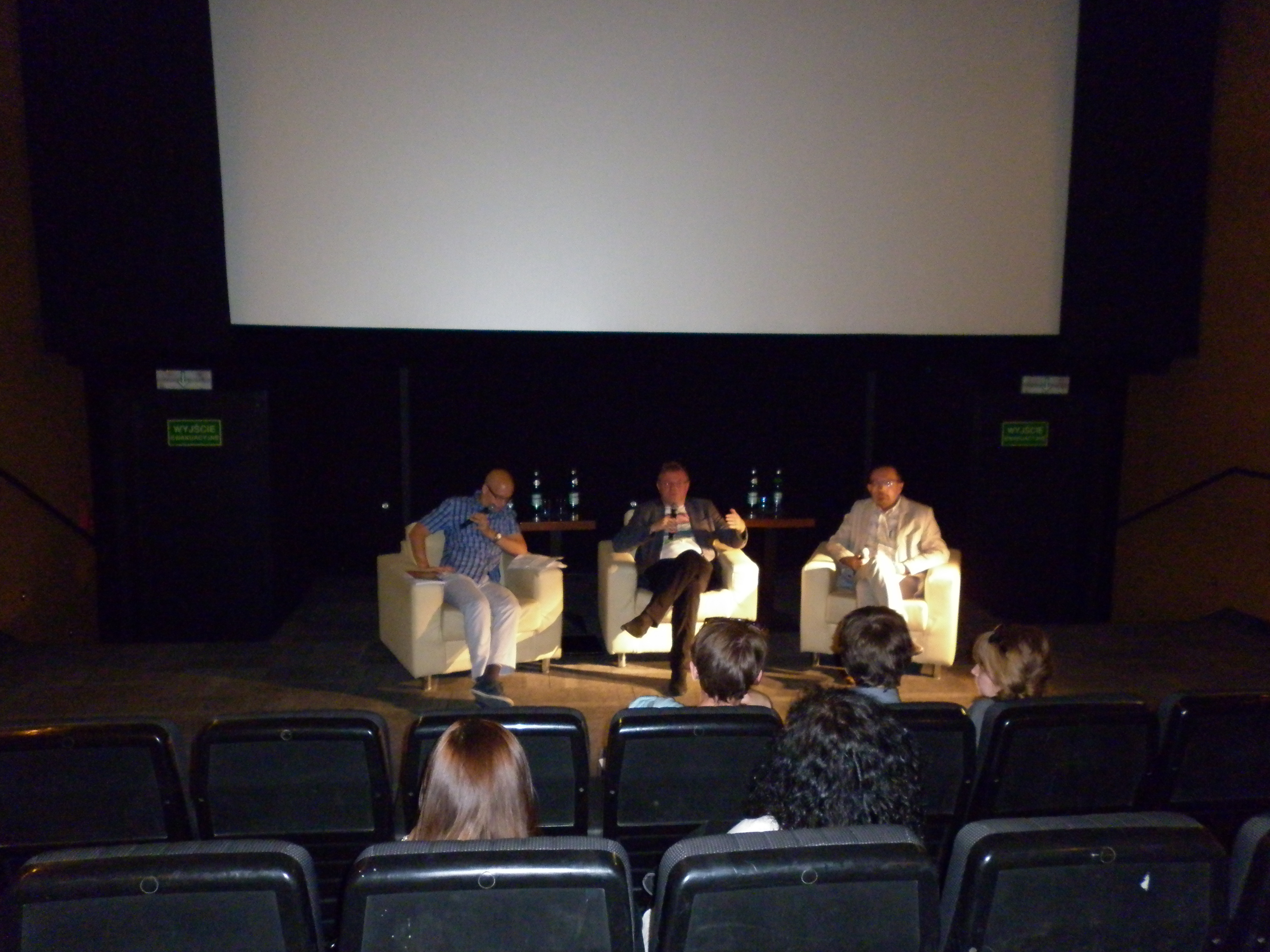
Andrzej Fidyk (pierwszy od prawej)

W 1978 r. w  Szkole Głównej Planowania i Statystyki w Warszawie uzyskał tytuł magistra ekonomiki i organizacji handlu zagranicznego. Od 1996 r. jest związany z Uniwersytetem Śląskim w Katowicach, gdzie kierował Zakładem Reżyserii Telewizyjno-Filmowej, a później został profesorem w Instytucie Sztuk Filmowych i Teatralnych w Szkole Filmowej im. Krzysztofa Kieślowskiego. W latach 2010–2021 był też profesorem Krakowskiej Akademii im. Andrzeja Frycza Modrzewskiego na Wydziale Zarządzania i Komunikacji Społecznej. W 2009 r. uzyskał tytuł profesora sztuk filmowych. Był członkiem Centralnej Komisji do Spraw Stopni i Tytułów. Promotor doktoratów Beaty Dzianowicz i Magdaleny Piekorz.
Do Telewizji Polskiej trafił w 1980, wygrywając konkurs na kierownika produkcji. Od 1982 pracował w Redakcji Reportażu i Dokumentu. W 1996 został szefem Redakcji Filmów Dokumentalnych Programu 1 TVP. Jest twórcą programu Czas na dokument, trzykrotnie nagrodzonego Wiktorem (1998, 2002, 2010) oraz programów Miej oczy szeroko otwarte i Czas na kontrowersyjny dokument.
Najbardziej znane dokumenty Fidyka to: Prezydent, Defilada i Sen Staszka w Teheranie oraz zrealizowane dla BBC filmy: Diabeł w Moskwie i Rosyjski Striptease.
Laureat festiwali filmowych, członek Europejskiej Akademii Filmowej.

## Kontrowersje
18 listopada 2024 został przez portal OKO.press opublikowany artykuł o domniemanych przypadkach nadużyć seksualnych z jego strony względem studentek. Następnie w tygodniku „Polityka” został opublikowany artykuł o nieprawidłowościach w prowadzonej przez OKO.press „sprawie Fidyka” oraz polemika w tej sprawie pomiędzy Piotrem Pacewiczem, Magdą Chrzczonowicz i Michałem Danielewskim (OKO.press) z Marcinem Kołodziejczykiem (Polityka).

## Filmografia
1982
- Idzie Grześ przez wieś, realizacja, scenariusz,

1983
- Optymistyczny film o niewidomych, reżyseria,

1984
- Ich teatr, reżyseria, scenariusz,

1985
- Prezydent, reżyseria,

1986
- Noc w pałacu, reżyseria, scenariusz,
- Praga, reżyseria, scenariusz,

1987
- Królewna Śnieżka, telefon i krowa, reżyseria, scenariusz,

1988
- Paryż, miasto kontrastów, reżyseria, scenariusz,

1989
- Defilada, realizacja, scenariusz,

1990
- Ostatki, scenariusz, realizacja,

1993
- Sen Staszka w Teheranie, reżyseria, scenariusz,

1994
- Niebo oplutych, realizacja,
- Pocztówka z Japonii, realizacja, scenariusz,
- The Russian Striptease, reżyseria, produkcja,

1995
- Carnaval. The Biggest Party In The World, realizacja, producent,
- Ostatki, realizacja, scenariusz,

1997
- Ciężar nieważkości, redakcja,
- Cross, opieka artystyczna,
- Dziewczyny z Szymanowa, producent,
- East Of Eastenders, reżyseria,
- Historia Jednej Butelki, opieka artystyczna,
- Jeden dzień z życia Tomka Karata, opieka artystyczna,
- Kanar, producent,
- El Porvenir de Una Ilusion, producent,

1998
- Dotknięci, opieka artystyczna,
- Ganek, producent,
- Kiniarze z Kalkuty, reżyseria, scenariusz, producent,
- Marzenia i śmierć, opieka artystyczna,

1999
- 24 dni, producent,
- Oni, redakcja,
- Takiego pięknego syna urodziłam, opieka artystyczna,
- Twarzą w twarz z Papieżem, redakcja,
- 1989-1999 w dziesiątkę, redakcja,

2000
- Jan Paweł II w Ziemi Świętej, redakcja,
- Ziemia podwójnie obiecana. Jan Paweł II w Ziemi Świętej, redakcja,
- Ślub w Domu Samotności, redakcja,
- Taniec trzcin, realizacja, scenariusz,

2001
- Prawdziwe psy (telenowela dokumentalna), redakcja,
- Serce Z Węgla, redakcja,

2002
- Bobrek Dance, redakcja,
- Mój syn Romek, redakcja,
- Przedszkolandia (telenowela dokumentalna), redakcja,

2003
- Imieniny, opieka artystyczna,

2008
- Yodok Stories, reżyseria i scenariusz,

2009
- Balcerowicz. Gra o wszystko, reżyseria i scenariusz,

2015
- Wałęsa według Wałęsy, reżyseria i scenariusz,

2022
- Dziennik Anastazji, opieka reżyserska[6].

## Odznaczenia i nagrody
- Złoty Krzyż Zasługi (2000)[7]
- Krzyż Kawalerski Orderu Odrodzenia Polski (2013)[8]
- Laureat Nagrody Prezydenta Miasta Gdańska „Neptuny” (2014)[9].